# Cuereta del Japó
La cuereta del Japó (Motacilla grandis) és un ocell de la família dels motacíl·lids (Motacillidae).

## Hàbitat i distribució
Habita camp obert, zones costaneresi camps d'arròs del Japó.